# Parábola do Credor Incompassivo
A Parábola do Credor Incompassivo (também conhecida como Servo Ingrato, Servo Impiedoso, Servo Incompassivo ou Servo Mau) mas não deve ser confundida com a Parábola dos Dois Devedores ). É uma Parábola de Jesus que aparece em apenas um dos evangelhos canônicos do Novo Testamento. O foco desta parábola que é encontrada em Mateus 18:21–35 é o perdão. É dado o exemplo de um rei que foi piedoso com seu servo, e este servo não mostrou piedade com seu conservo, fazendo indignarem-se outros conservos e o rei.
Comentário de R. N. Champlin, sobre esta parábola:
| “ | Com esta parábola, termina a quarta grande secção de ensinamentos do evangelho de Mateus. não existindo discursos mais elevados entre toda a literatura humana, e nem mesmo coisa alguma que se lhes compare. Jesus ensinou a sublime moral do Pai Celeste. O autor deste evangelho usou esses ensinos a fim de mostrar a necessidade de um espírito manso, do perdão, de uma atitude sincera e altruísta entre os «irmãos» ou crentes. | ” |
|   | — R. N. Champlin. |   |

## Narrativa

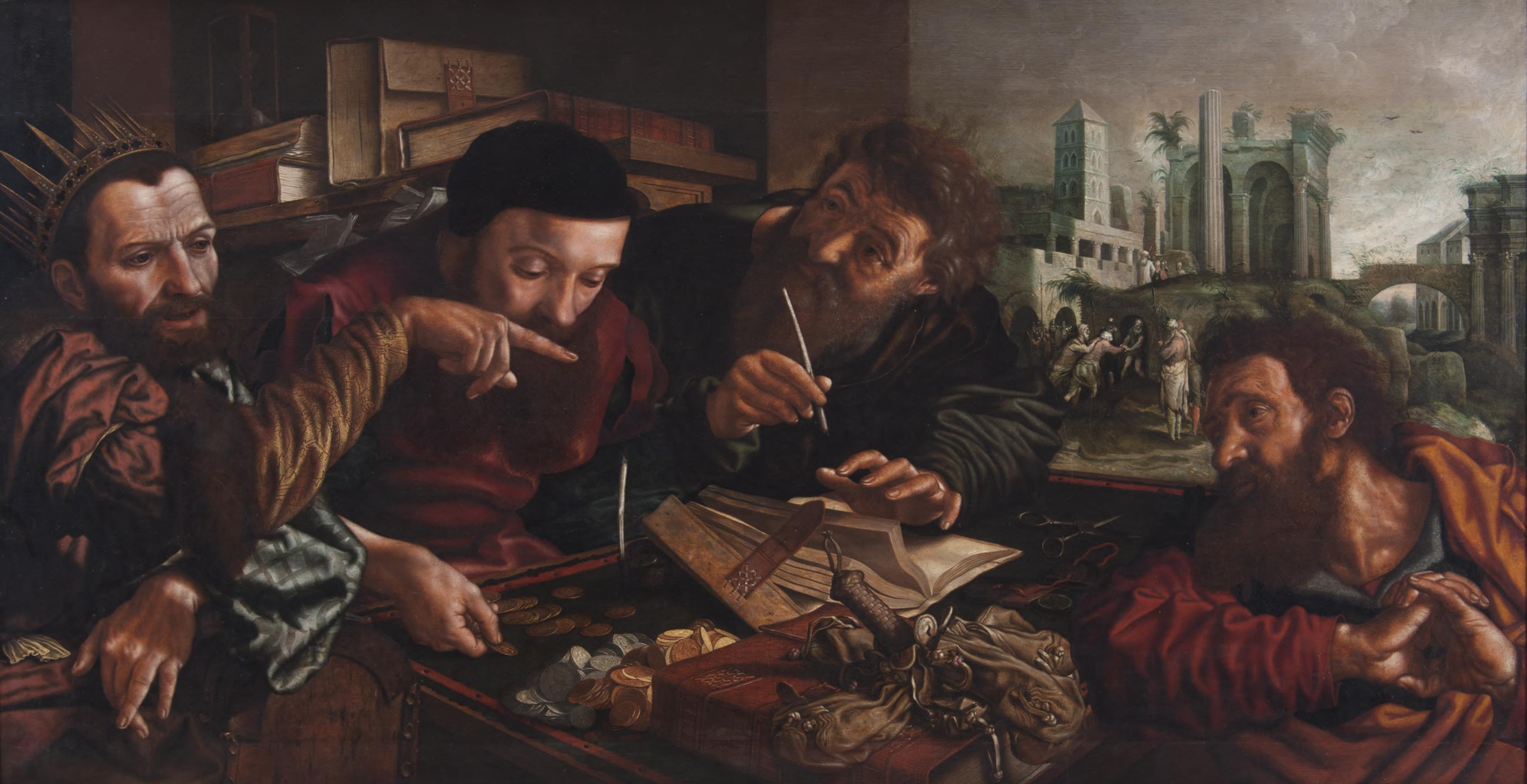
Esta representação de Jan van Hemessen (1556) mostra o momento em que o Rei repreende o servo

## Interpretação

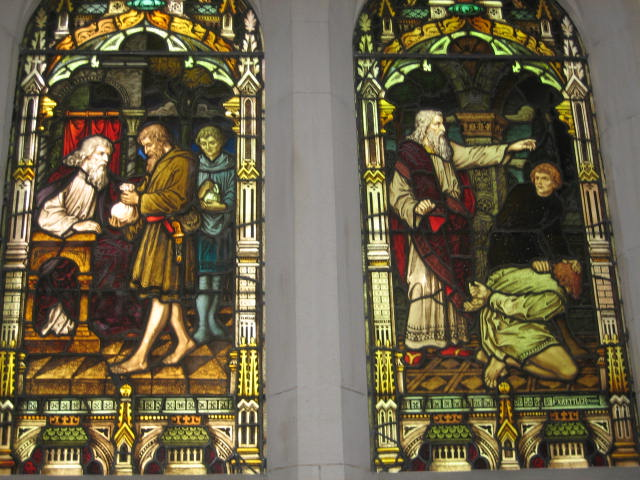
Esta representação da parábola do credor incompasivo em um vitral, mostra o perdão inicial da dívida e a punição final do servo ingrato

Os versículos, 23 a 35 apresentam a parábola do credor incompassivo, parábola essa que se acha somente em Mateus. A fonte, aqui, provavelmente é «M», isto é, matéria que somente Mateus tinha para usar, proveniente talvez da tradição da igreja em Antioquia, onde este evangelho foi escrito, segundo algumas autoridades dos estudos neotestamentários. Mas outros ensinam que a fonte «M» se baseia na tradição das igrejas da Judeia, e que a fonte «Q» é que deve ser atribuída à Antioquia.
Provavelmente o autor fez alguma modificação em sua fonte informativa, empregando o seu próprio estilo, como parece ficar indicado na expressão Pai celeste no vs. 35. A aplicação da parábola, aqui, ilustra a difícil lei do perdão e serve para mostrar que a comunidade cristã deve praticar esse espírito em todas as atitudes que afetam as vidas dos membros da comunidade. O autor continua a ilustrar o comportamento moral entre os crentes, como se esse comportamento tivesse base em relações familiares, que é a ideia fundamental de todo este capítulo. A parábola ilustra os princípios da oração do Senhor, em Mat. 6: 12, 14, 15, e enfatiza um dos mais elevados ensinos do sistema ético do cristianismo, isto é, o perdão completo. O perdão de Deus é gratuito, incluindo até mesmo os proscritos e os piores pecadores. Os homens têm o privilégio de imitar esse ato, e, assim fazendo, tornam-se mais semelhantes a Deus e a Cristo, que é o padrão exigido dos homens por Deus. Jesus exemplificou, por suas palavras, que os homens ainda têm outro grande privilégio ao se fazerem discípulos seus, a saber, o papel de mediadores entre os irmãos, de pacificadores, o dever de espalhar o espírito de mansidão de Cristo no seio da sociedade cristã. Jesus ensina aqui que aquele que perdoa pode esperar a misericórdia de Deus, mas que aquele que se recusa a perdoar pode esperar um duro julgamento contra os seus próprios pecados.

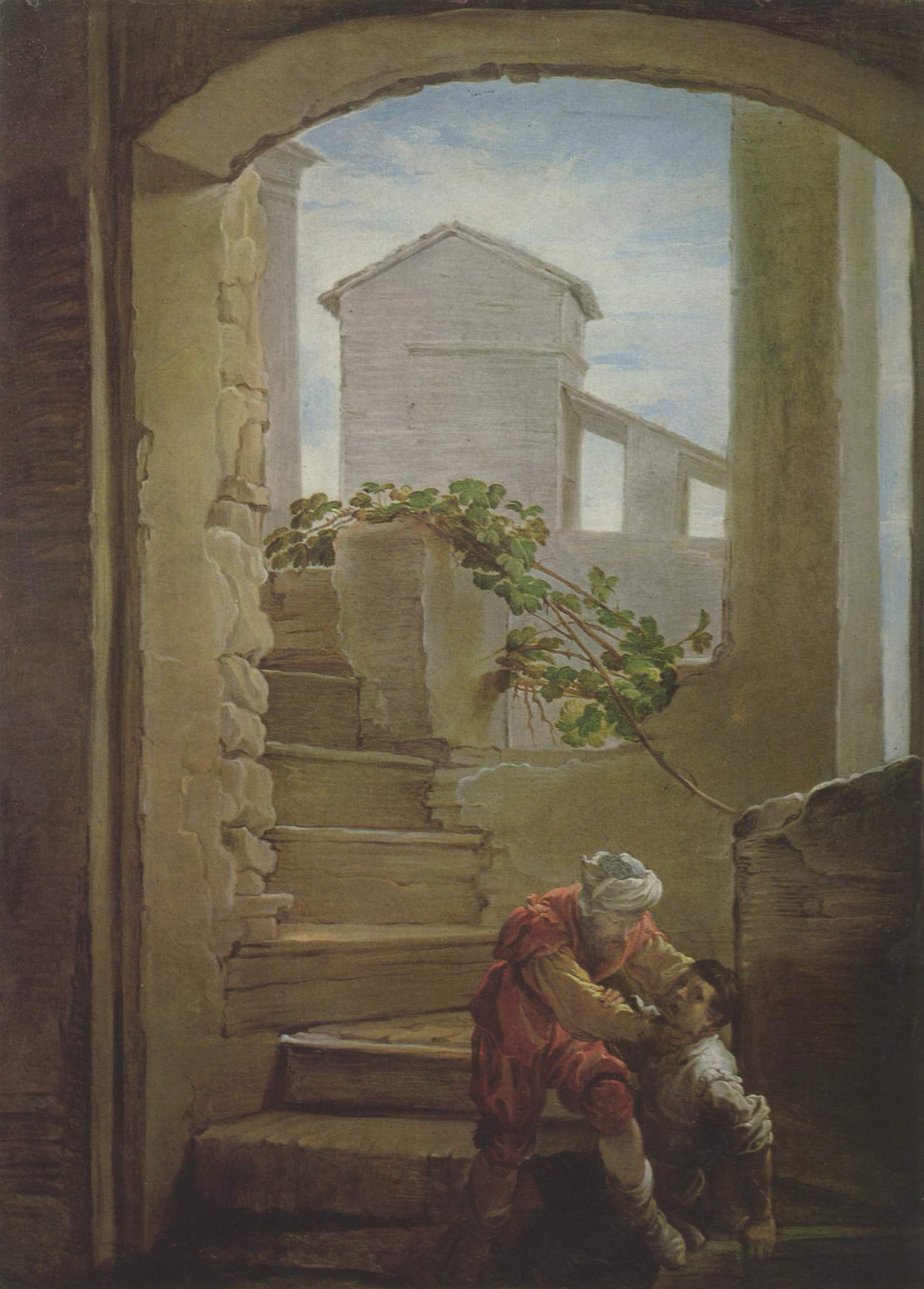
Esta representação de Domenico Fetti (c.1620) mostra o servo implacável estrangulando o outro devedor

«Aquele que perdoa é tratado por Deus com base na misericórdia, mas aquele que não perdoa não tem o direito de esperar mais do que um estrito julgamento contra seus pecados». (Sherman Johnson, in loc.). Essa é a lição central da passagem à nossa frente, que não deve ser ignorada e nem retirada do quadro mediante a interpretação ultradispensacional.
Esta parábola faz uma série de pontos:
- O perdão de Deus é de enorme magnitude, como os 10.000 talentos (Quantia muito grande).[2] [Parábola dos Talentos]
- Este enorme grau de perdão deve ser o modelo para a maneira que os cristãos perdoam os outros.[2]
- Uma natureza que não perdoa é ofensiva a Deus.[2]
- O perdão deve ser genuíno.[2]

Na época romana, um talento equivalia a 6.000 denários, sendo um denário quase o salário de um dia para um trabalhador comum. Se o salário de um dia na época atual está em de 50 dólares, 10.000 talentos seriam 3 bilhões de dólares! No Tanakh, um talento pesa 75,6 libras. Essa quantidade de ouro, numa medida de 350 dólares/onças, vale aproximadamente 4 bilhões de dólares; a mesma quantidade de ouro, a uma taxa de 4 dólares/onças, alcançam mais de 40 milhões de dólares. Hamã ofereceu ao rei Assuero, da Pérsia, 10.000 talentos de prata para destruir os judeus (Ester 3:9). O museu em Heraklion, em Creta, tem talentos minoanos de 3.500 anos de idade lingotes de metal utilizados para pagar dívidas.
Cem  denários: nos dias de hoje, cerca de R$ 10 mil reais.

### 18:22: Respondeu-lhe Jesus: Não te digo que até sete; mas até setenta vezes sete.
“Até quantas vezes...meu irmão pecará contra mim, que eu lhe perdoe?”

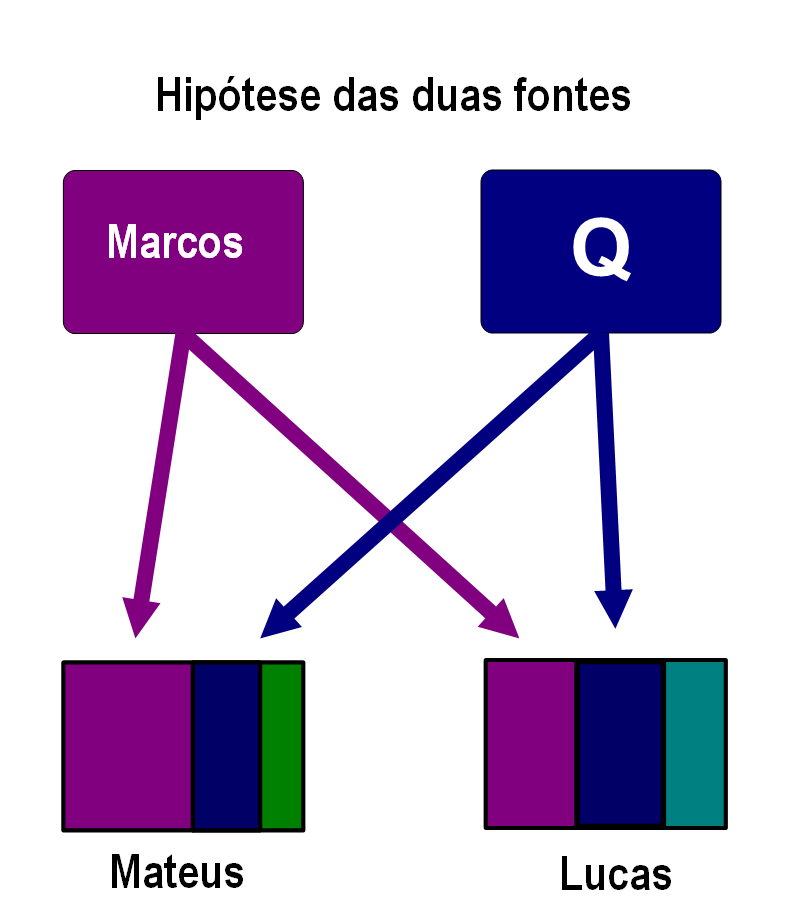
A maioria dos estudiosos modernos concordam que Lucas e Mateus utilizaram o Evangelho de Marcos e uma hipotética fonte conhecida como Q.

Alguns intérpretes acham que este texto, incluindo a parábola do credor incompassivo, é paralelo a Luc. 17:3, 4, e que se deriva da fonte informativa «Q». Nesse caso, a forma original da fonte «Q» teria sido melhor preservada por Lucas, ao passo que Mateus teria expandido o material, especialmente ao utilizar-se da parábola do credor incompassivo, que teria sido apropriada a fim de ilustrar o princípio do perdão entre irmãos. A apresentação desse mesmo princípio, conforme foi registrado no evangelho de Lucas, embora ilustre a mesma verdade, é bastante diferente. Lucas. 17:4 diz: “Se por sete vezes no dia pecar contra ti, e sete vezes viver contigo, dizendo: ‘Estou arrependido’, perdoa-lhe”. Mateus diz «até setenta vezes sete», e todas as traduções usadas neste comentário, para fins de comparação, têm essa forma (excetuando-se a tradução GD), ainda que algumas autoridades e intérpretes pensem que o número possa ser «setenta e sete» vezes. Porém, seja sete vezes por dia (no dizer de Lucas), seja setenta e sete vezes (como talvez seja o sentido em Mateus), ou seja setenta vezes sete (como a maioria das autoridades acha que Mateus escreveu), o sentido é idêntico: não há limite para o perdão. É obvio que é impossível que alguém ofenda por tantas vezes a outrem que precise arrepender-se sete vezes num dia só. Também é claramente impossível que alguém precise ser perdoado por setenta e sete vezes, e, ainda mais impossível, se assim fosse o caso, que alguém precise ser perdoado por quatrocentas e noventa vezes (“setenta vezes sete”) - A regra observada entre os judeus, segundo os ensinos da literatura judaica, era três vezes; e, quando Pedro falou em «sete vezes», como padrão possível, sem dúvida, pensou que sua regra foi extraordinariamente generosa. As citações abaixo ilustram a atitude dos judeus: «Se um homem pecar, a primeira vez eles o perdoam; a segunda vez eles o perdoam; a terceira vez eles o perdoam; mas da quarta vez não perdoam, de acordo com Amós 2:6 e Jó 33:29» [T.Bab. Yoma, fol . 86:2. Mainon. Hilch. Teshuba, c. 3. sect. 5). E também: «Quem diz que cometeu pecado e se arrepende, eles o perdoam até três vezes, e não mais que isso» (Aboth R. Nathan, c. 40. foi. 8).
Com respeito à questão do número que se acha no vs. 22 ver a nota acima, que explica se se deve compreender setenta e sete ou então setenta vezes sete. O fato de haver bons intérpretes como advogados de ambas as ideias, ilustra que esse problema não tem solução certa. Os antigos certamente não observavam sem variação as formas que representavam os seus números, e essa irregularidade têm criado o problema. A mesma irregularidade se vê em Gên. 4:24. na LXX, e é provável que uma pesquisa revelasse numerosos incidentes desse uso irregular com expressões numéricas. A maioria das autoridades ensina setenta vezes sete, mas nomes importantes, como Meyer e Goodspeed, defendem «setenta e sete». Apesar dessas dúvidas sobre o número certo, o ensino é bem claro. «A vingança ilimitada do homem primitivo cede lugar ao perdão ilimitado dos cristãos» (McNcilc. in loc.). Vicente expressa a mesma ideia de forma feliz, e compreensível. «O perdão é qualitativo, e não quantitativo» (in loc.).
Embora a justiça seja tua petição, considera isto.
Que na corte marcial nenhum de nós Veria a salvação: oramos por misericórdia:
E essa mesma oração nos ensina a todos A usar de misericórdia.
(Shakespeare. Mercador de Veneza, Ato IV, cena l).
É evidente que o princípio do perdão deve funcionar a despeito da ausência de arrependimento. Talvez seja fácil perdoar se o ofensor se mostra arrependido. Lembremo-nos, entretanto, que Cristo, já na cruz, perdoou aos seus próprios adversários e assassinos. Nota-se a mesma atitude com diversos incidentes da história eclesiástica, a começar por Estêvão. Essa atitude só pode ter sido resultado do desenvolvimento espiritual, porquanto é claro que esse espírito tão perdoador não é inerente à personalidade humana. Cristo «em vós» é que faz toda a diferença. Portanto, Cristo trouxe ao mundo uma nova lei, uma lei difícil que reflete um padrão muito elevado. E esse espírito, por si mesmo, pode ser uma grande influência que leve o ofensor ao arrependimento, contanto que tal atitude seja honesta.
Enquanto Joana d'Arc lutou, o capelão inglês não se arrependeu; porém, quando ela perdoou e sofreu o martírio, ele se arrependeu. (George Bernard Shaw, Saint Joan, cena seis). O perdão exerce bom efeito sobre aquele que perdoa e sobre aquele que é perdoado. A lei do V.T. e as leis comuns dos homens, quer nações ou indivíduos, nada tem a ver com esse tipo de perdão. Essa lei é quase exclusivamente cristã.
DEVEMO-NOS lembrar neste ponto, que essas instruções vem logo após os ensinos referentes à disciplina na igreja. Ilustram novamente que até a disciplina justificada deve ser executada em atitude de misericórdia e perdão. E bem possível que esse perdão seja desprezado nos tribunais da sociedade humana; mas, na comunidade cristã e entre os crentes, ou mesmo entre o crente e o incrédulo, o discípulo verdadeiro de Cristo deve procurar empregar essas lições. Talvez a prova pragmática demonstre a validade do conceito, mas, infelizmente, poucos existem dotados da disposição de aplicar a prova pragmática.
Finalmente, observemos a reação dos discípulos, registrada exclusivamente por Lucas: «Então disseram os apóstolos ao Senhor: Aumenta-nos a fé». Nunca antes tinham ouvido um conselho do padrão tão elevado, e provavelmente esperavam uma resposta que refletisse as ideias comuns entre os judeus, ou então, no máximo, algo parecido com a ideia que Pedro apresentou ao referir-se ao número sete como elevado e liberal perdão. Os apóstolos tinham conhecimentos espirituais suficientes para perceberem que o cumprimento de um padrão tão elevado exigiria desenvolvimento espiritual. Nem o homem comum nem o crente comum tem capacidade de demonstrar um perdão tão ilimitado assim. Os apóstolos tinham fé bastante para operar milagres, mas não o bastante para realizar esse milagre moral.
Talvez isso sirva para mostrar que o milagre do desenvolvimento espiritual do crente, especialmente quando segue o modelo que é Cristo, é um
“milagre” maior do que qualquer prodígio físico. A fé é o elemento fundamental para a prática das virtudes cristãs. Quando a fé é fraca, a demonstração das virtudes também é débil. Essa fé fala da comunicação espiritual entre o homem e Deus e aqui não está em vista somente a crença isenta de dúvidas. A fé é um tipo de expressão da natureza da alma. A alma que tem conhecimento de Deus e que comunga com o Espírito de Deus, deixa transparecer sua fé e confiança na vida diária. Porém, quando a alma não desfruta dessa comunhão, não há o transparecimento dessa confiança, e o homem passa a agir segundo os princípios humanos e carnais. Pode-se dizer, por conseguinte, que a verdadeira fé consiste da prática ou da demonstração da comunhão espiritual da alma com Deus, isto é, consiste da expressão do desenvolvimento espiritual da alma crente.

### 18:23: Por isto o reino dos céus é comparado a um rei que quis tomar contas a seus servos

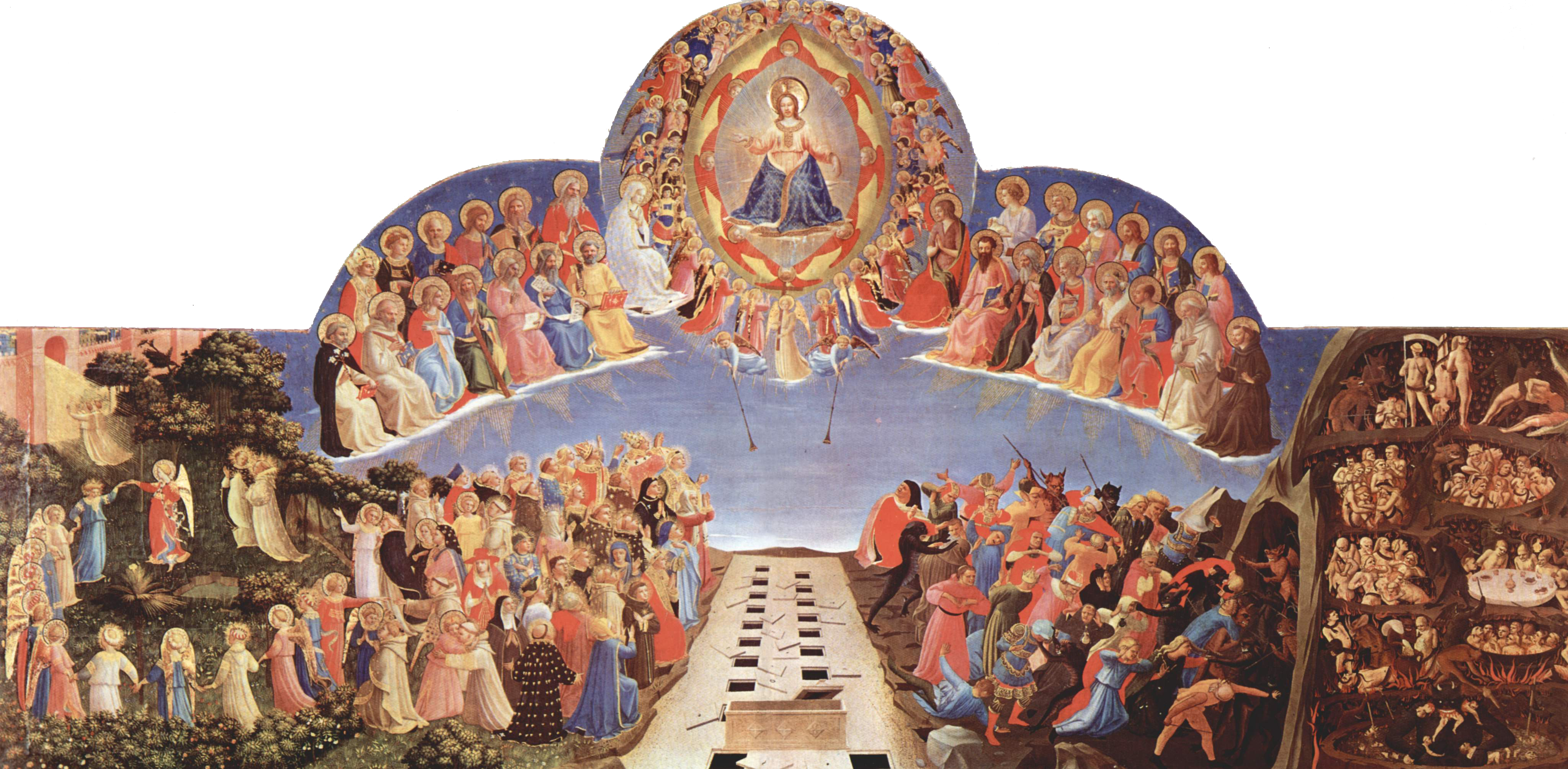
O Juízo Final de Fra Angelico (1432-1435).

"O reino dos céus é semelhante...". 
A palavra rei é freqüentemente usada como indicação do principal protagonista das parábolas, e usualmente simboliza  «Deus». Os soberanos orientais, dotados de poderes e de riquezas quase sem limites, são símbolos apropriados de Deus, sempre que os autores sagrados quiseram enfatizar a autoridade absoluta e os infinitos recursos de Deus. Nesta parábola, o credor incompassivo também era devedor, por haver tomado um empréstimo do rei, como seu débito era tão grande que só poderia mesmo ser devido a um «rei».
«Resolveu ajustar». Vem de uma expressão grega que não aparece no grego clássico, mas foi descoberta em dois papiros do século II D.C. e em um ostracon de Núbia, da primeira metade do século III D.C. (Deissmann, Light from the Ancient East, pág. 117). Robertson (in loc.) sugere que a expressão é latina, talvez, equivalente a «rationes conferre». Significa «ajustar contas», e provavelmente fala de diversos grandes empréstimos que o rei fazia a oficiais do governo ou a sátrapas.
«SERVOS». Literalmente, no grego, seria escravos; porém, na linguagem oriental, representava todos os cortesãos ou oficiais subordinados ao rei, até mesmo indivíduos investidos de grande autoridade, como os sátrapas, como se fossem eles «escravos» do rei. A dívida colossal ilustra o fato que esse «servo» deveria ser homem de poder considerável. E a quantia do débito também ilustra que o rei deveria ter muita confiança naquele homem para emprestar-lhe tanto dinheiro. Os servos são símbolos da humanidade, nesta parábola, em especial daqueles que recebem privilégios e oportunidades conferidos por Deus, que gozam das bênçãos do Senhor e da misericórdia do Rei dos céus, na forma de posse de muitas coisas boas, quer materiais, morais ou espirituais. O ato de «ajustar contas» fala do direito e da atitude de Deus na administração da justiça divina, eterna e universal.

### 11:24: e, tendo começado a tomá-las, foi-lhe apresentado um que lhe devia dez mil talentos

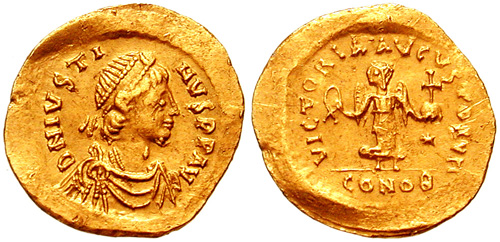
Tremisse romana, simbolizando o talento

«Trouxeram-lhe...». Provavelmente esse dinheiro correspondia ao empréstimo que o rei fizera a um de seus ministros, talvez um dos sátrapas. 
A quantia era enorme. Um talento valia 6 mil denários (áticos), pelo que o débito era de 60 milhões de denários. No mundo antigo representava riquezas muito superiores ao que representam hoje em dia. Por exemplos, os impostos anuais imperiais pagos pela Judeia, pela Idumeia e pela Samaria chegavam a apenas 600 talentos, e os da Galileia e Pereia chegavam a apenas 200 talentos. (Josefo. Am. XI.4). Contrastando com isso, este «servo» devia 10 mil talentos, o que torna óbvio que o autor quis dar a entender um débito impossível de ser pago, o que exigia um perdão liberal do rei. Pode-se afirmar, pelas circunstâncias, que esse «servo» tivera o seu débito aumentado pelo processo de muitos anos. Gastara esse dinheiro no decurso de muito tempo. Ignorara as suas responsabilidades e abusara de sua posição e autoridade por longos anos. Esse servo representa o indivíduo que merece, sem qualquer sombra de dúvida, o juízo de Deus. Só a misericórdia divina poderia oferecer saída para um problema dessa magnitude. Assim, pois, temos a comparação do debito de cada indivíduo aos olhos de Deus. O débito que temos para com Deus é impossível de ser pago. É justamente o débito de homens que desprezam os «pequeninos» que poem tropeços no caminho alheio; daqueles que sabem muito bem disciplinar a outros  «irmãos», mas não tem nenhuma disciplina em sua própria vida; que sabem fazer discursos eruditos mas não praticam os princípios enfeixados em suas próprias palavras. Talvez se possa aplicar essas palavras de Jesus a tais homens, mas o patente que elas também podem ser aplicadas à humanidade em geral, pois todos os homens têm uma dívida diante de Deus que é simplesmente insolúvel.

### 18:25: mas não tendo ele com que pagar, ordenou seu senhor que fossem vendidos, ele, sua mulher, seus filhos, e tudo o que tinha, e que se pagasse a divida

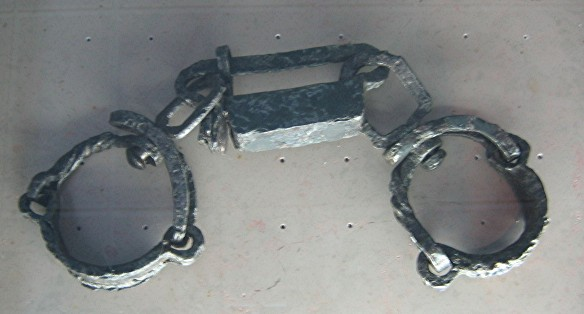
Travas de escravo. Bibrate.

«Não tendo ele...». O V.T. alude a essa prática da venda de pessoas como escravas, para pagamento das dívidas (ver Amós 2:6; 8:6: Nee. 5:4,5. Ver também Ex. 22:3; Lev. 25:39,42; II Reis 4:1). Porém, a ilustração mais significativa e vívida seria a referência ao costume dos reis orientais de não usarem jamais de compaixão, havendo muitíssimos casos de barbaridade, insanidade e desumanidade. Na lei de Moisés há certas provisões para refrear tais práticas, especialmente no que repeita à libertação geral , nos anos do jubileu. Porém, até mesmo ali não podemos encontrar alterações em tais práticas em grau suficiente para diminuir as ações desumanas praticadas pelos antigos. Naturalmente que não podemos confrontar tais atos com a conduta de Deus no juízo, embora algumas pessoas, por causa de suas interpretações pessoais acerca do julgamento divino, tenham feito do Senhor o tirano mais monstruoso da história da criação. Sem usar de grande cuidado na aplicação dos símbolos, o autor enfatiza, aqui, o fato que esse homem, o servo incompassivo, merecia o juízo mais severo possível. Bruce disse uma grande verdade (in loc.): «As parábolas não se responsabilizam pelos conceitos morais». A despeito da ordem do rei, o débito não teria sido pago com a venda do homem e de sua família inteira como escravos, mas a ideia da parábola é que o «rei» exigiu o pagamento de acordo com as circunstâncias do indivíduo. O autor ensina, nesta passagem, que o débito da humanidade não pode ser pago, e que os nossos destinos dependem da misericórdia de Deus, dos seus benefícios, de sua salvação, do seu Messias, dos seus objetivos com relação à humanidade.
Não podemos deixar passar em branco, aqui , a implicação do texto acerca da gravidade inaudita do pecado, que é capaz de destruir o homem e fazer dele um escravo; e a passagem também ensina que o pecado rouba do homem as suas posses verdadeiras e mais preciosas, o que, na mente de 
Jesus, certamente consiste de suas posses espirituais a salvação completa que o Senhor Jesus pode e quer conferir.

### 18:26: Então aquele servo, prostrando-se, o reverenciava, dizendo: Senhor, tem paciência comigo, que tudo te pagarei
«Então o servo...» O sátrapa dessa história, mediante a sua atitude humilde, mostrou: 1. Que realmente devia. 2. Que o rei verdadeiramente 
tinha autoridade. O sátrapa apresentou seu caso na suposição que tentaria saldar a dívida honestamente , ainda que necessitasse de tempo para 
adquirir os meios necessários para tanto. Reconheceu seus erros e prometeu corrigir a situação. Lutero explica o sentido espiritual dessa atitude, dizendo que aqui temos um homem dotado de falsa retidão, o qual , ao sentir a consciência a atormentá-lo, mostrando-lhe seu verdadeiro caráter e a possibilidade de ser julgado por isso, fica profundamente agitado e passa por grande onda de medo. Em resultado, corre para lá e para cá, procurando estabelecer uma justiça aceitável diante de Deus, sem fazer qualquer ideia do fato que Deus é misericordioso e pode perdoá-lo. Outros pensam que o caso apresenta um homem espiritualmente desonesto, que só faz grandes promessas sob a pressão do medo e da frustração, mas que realmente não tem intenção alguma de pagar a sua divida, pelo menos, de maneira honesta. E o tipo do indivíduo que só busca a Deus quando está em um período de crise, mas não se interessa verdadeiramente pelas coisas espirituais.
«Sê paciente». Essa tradução vem de uma palavra do grego Koiné que algumas vezes é usada para indicar a ação de sopitar a ira (ver Prov. 19:11, na LXX: Sal . 86:15; I Cor. 13:4 c I Tcs. 5:14). Tal sentido é apropriado a este caso, mas a ideia principal é o pedido de prazo. Às vezes o vocábulo também significa simplesmente uma paciência prolongada, longanimidade.

### 18:27: O senhor daquele servo, pois, movido de compaixão, soltou-o, a perdoou-lhe a divida
«O senhor, compadecendo-se...» O rei mostrou misericórdia para com o «servo». No grego, o verbo significa «usar de simpatia»,  «ter compaixão». A origem da palavra (o substantivo) indica os órgãos internos, geralmente os «intestinos», considerados como sede das emoções, da mesma maneira que os idiomas modernos usam a palavra «coração». Às vezes esse substantivo é empregado para indicar a emoção do amor, da simpatia ou da misericórdia. Talvez esses usos da palavra se tenham desenvolvido da observação, feita pelos antigos, de que as emoções profundas afetam esses órgãos ou as partes internas do corpo humano. O «rei», sem qualquer outro motivo além de seu próprio sentimento de misericórdia, perdoou a divida referente ao empréstimo, o que é ilustrado pelo uso da palavra em diversos papiros. O empréstimo teria sido imensamente acrescido de juros, os quais eram enormes em muitas culturas do oriente. Os detalhes da parábola nos fornecem quadros eloquentes da condição pecaminosa do homem. Os anos aumentam cada vez mais o débito dos pecados, de uma vida que não vem sendo usada para benefício do próximo ou para a glória de Deus. Ainda assim, a misericórdia de Deus se mostra suficiente, perdoando tudo, tanto o «empréstimo» como os  «juros». Brown (in loc. Comentário de Jamieson, Faucett & Brown) sugere que o próprio fato do empréstimo não poder ser pago foi o fator que levou o rei a usar de misericórdia e perdoar. Provavelmente o autor sagrado ilustrou, com isso, que Deus reconhece o estado de miserabilidade do pecador, e esse reconhecimento, por si mesmo, produz, em Deus compaixão e amor, que se manifestam em atos de uma misericórdia desmerecida por parte do pecador. Notam-se, pois, diversos benefícios provenientes do perdão dado pelo rei: 1. O homem e sua família ficaram livres de ser vendidos como escravos. 2. O empréstimo foi totalmente esquecido e perdoado, o que o homem jamais teria esperado que acontecesse, pois apenas pediu um prazo para saldar a sua dívida . 3. Embora o texto nada diga, as circunstâncias deixam entendido que o homem continuaria em sua posição de sátrapa, o que sem dúvida também não era esperado pelo homem. Talvez o rei tivesse agido dessa maneira pensando que tão profunda demonstração de misericórdia garantiria a boa conduta do homem no futuro. Esta parábola fornece, portanto, um ótimo quadro ilustrativo da grande misericórdia de Deus por intermédio de Jesus Cristo, porquanto Deus perdoa totalmente, sem importar os merecimentos do indivíduo, mas sempre fazendo aplicação de determinados princípios que têm por finalidade transformar-lhe a personalidade; e assim, finalmente, é atingida aquela retidão que Deus quer ver no homem. A misericórdia divina, apesar de oferecida gratuitamente, não é algo destituído de base (o seu alicerce fundamental é Cristo, isto é a sua pessoa, as suas obras e o seu sacrifício expiatório); e também não é algo sem alvo ou sem propósito.

### 18:28: Saindo, porém, aquele servo, encontrou um dos seus conservos, que lhe devia cem denários; e, segurando-o, o sufocava dizendo: Paga o que me deves

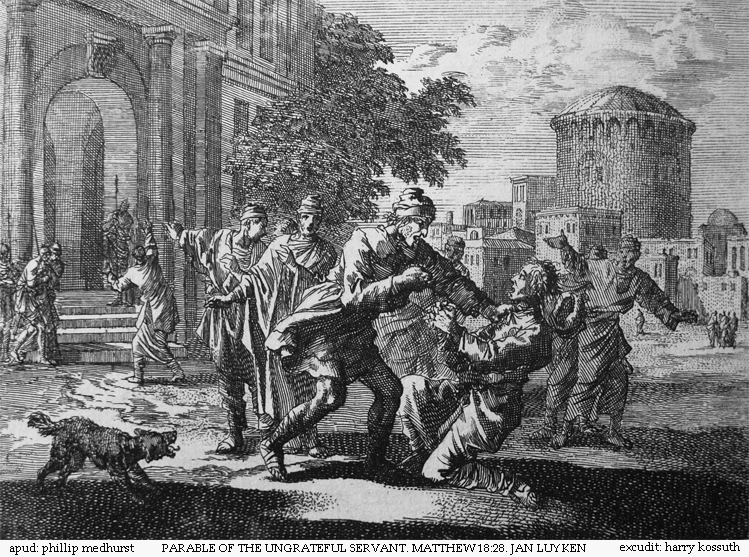
O servo que foi perdoado sufocando seu conservo.

«Saindo, porém, aquele servo...». Em primeiro lugar, no contraste aqui criado por Jesus, notamos que o servo foi perdoado, e isso por alguém que lhe era muito superior. O rei, que tinha poder total sobre ele, incluindo até a autoridade de tirar-lhe a vida, usou de misericórdia para com ele. No entanto, esse mesmo servo perdoado se recusou a perdoar um seu igual. Ambos eram servos do rei. Talvez esse conservo fosse sátrapa ou oficial na corte do servo incompassivo. Pelo menos suas posições oficiais não teriam sido muito diversas. Mas mesmo assim, o servo tratou de seu conservo sem qualquer humanidade, como se não fosse pessoa digna de consideração.
Em segundo lugar, nota-se a enorme diferença na quantia dos empréstimos. O conservo devia apenas «cem denários» em contraste aos *dez mil talentos* devidos pelo primeiro. O denário equivalia a um dia de trabalho (Mat . 20:1-16). Seu débito total, portanto contrasta com a divida do primeiro. Além disso, considerando-se a posição do homem, calcula-se que cem denários tinham relativamente pouco valor para ele; era quantia que de maneira alguma teria afetado a sua situação financeira. Poderia ter perdoado aquele conservo sem qualquer dificuldade, se tivesse usado de um minimo de misericórdia e bom senso, se tivesse tido qualquer senso de misericórdia.
«AGARRANDO-O, o sufocava». No grego, o tempo verbal é o imperfeito, provavelmente no uso chamado incoativo. que indica o princípio ou início de unta ação. Ou , quiçá, o imperfeito indique aqui uma ação continua: o homem persistia em maltratar o outro miseravelmente. Na literatura romana há evidências de que essa indignidade era permitida: Lívio se refere collum torsisset, isto é, o ato de torcer pescoços (4:53) . Ou então, conforme disse Cícero: «Traga-o ao tribunal do julgamento com o pescoço torcido (collo abtorto). John Gill apresenta uma citação extraída da literatura judaica para mostrar que essa ação também era praticada entre os judeus (Apud Castell. Lecic. Polyglott, col. 1314).
«Paga-me o que me deves». Quase todos os manuscritos mais antigos do grego, incluindo Alcph. BCDEFGHKMSUVWX , Farn Pi. I , Fam 13. etc., neste lugar apresentam as palavras: «...se me deves...» Por causa disso, alguns interpretes entendem que o homem nem certeza tinha se o outro lhe devia realmente algo: mas essa interpretação não corresponde exatamente ao sentido da condição. Esse tipo de condição (particular simples) não indica a natureza do caso, se o homem devia ou não ; mas por muitas vezes se encontra esse tipo de condição sem a intenção de expressar qualquer dúvida. Meyer (in loc.) tem razão em dizer aqui que o credor incompassivo aplicou de uma lógica sem misericórdia ao utilizar-se dessa partícula condicional , o que corresponde mais ou menos a dizer: «Sec mc deves algo. e de fato o deves, paga-me». Talvez o homem não tivesse certeza da quantia da divida, e a incerteza do caso talvez implique no fato que a palavra «encontrou», neste versículo, dá a ideia de descobrir sem intenção, por acidente, sentido esse que às vezes essa palavra assume. Assim sendo, o servo teria encontrado o outro por acaso, no caminho, tendo-o reconhecido como uma das pessoas que lhe devia algo. Não se lembrava da quantia exata: mas, motivado por um espírito amargo, irracional e cruel, exigiu pagamento imediato. Não foi capaz de lembrar-se que, momentos antes, o rei lhe mostrara, um espírito completamente diverso para com ele, e que, com muito menos razão para tanto, lhe perdoara a dívida.
Através desses detalhes. Jesus sugere que as ofensas que os homens cometem uns contra os outros são mínimas em comparação às ofensas que 
todos cometem contra Deus. As ofensas recebidas dos outros são quais pequenas quantias em contraste às ofensas que perpetramos contra Deus. 
que é o Juiz moral do universo. Cabe aqui uma pergunta justa: «Podemos continuar irreconciliáveis, se tentarmos calcular o nosso próprio débito?» Trench diz (in loc.): «Assim é o homem (ou sua natureza), endurecido e maldoso, quando ainda não reconheceu o perdão recebido de Deus: a ignorância ou o olvido da própria culpa o toma inflexível, rancoroso e cruel para com os outros: ou, no máximo, é impedido de tais ações somente pelas fracas defesas de seu caráter natural, o qual pode ser debilitado a qualquer instante».

### 18:29: Então o seu companheiro, caindo-lhe aos pés, rogava-lhe, dizendo: Tem paciência comigo, que te pagarei.
«AOS PES». É adição ao texto original e que aparece nos manuscritos mais recentes, como C(2) ,EFGKMSUV. Gamma. Delta. Fam Pi. seguidos pelas 
traduções AA. AC, IB. KJ e diversas outras. Os  manuscritos mais antigos, como Aleph. BCDGL e outros, não têm essas palavras, e algumas traduções 
também as omitem, como WM . RSV . G D e ASV . São uma expansão natural do texto, feita por algum escriba, a fim de aumentar o impacto 
emocional da história. O texto grego diz «caindo-lhe», e essa é a expressão que atrai a outra ação «aos pés».
«Sê paciente». Tradução das mesmas palavras encontradas no vs. 26. onde se lê a petição do sátrapa ao rei. A palavra «tudo«, que figura nas 
traduções AC e KJ. nào é original ao texto, neste caso; vem de manuscritos mais recentes. como Aleph(4), 0(2) . L Gamma . Fam Pi. mas não se acha nos manuscritos mais antigos, como Aleph. BCDEFGHMSUV , Delta. e. assim sendo, também não se encontra nas traduções mais modernas, como AA. IB. 
WM, GD . RSV. ASV e outras. Essa palavra representa uma expansão, como empréstimo feito das palavras exatas do vs. 26.
A intenção do autor é a de mostrar que o conservo implorava ao sátrapa de forma não menos honesta e diligente do que o sátrapa implorava ao rei, momentos antes, porém com resultados bem diversos. Este conservo, que agora implorava, demonstrava a mesma atitude de humildade, usava as mesmas palavras, tinha a mesma necessidade de misericórdia, e certamente não tinha menor direito ao perdão; pelo contrário, merecia mais perdão do que o outro, porquanto sua dívida era muitíssimo menor, e ambos eram igualmente servos do rei.
O tempo imperfeito no grego, traduzido como implorava, indica uma ação continua; o conservo continuava a implorar diligentemente, mas em 
vão. Notam-se também algumas outras diferenças nos dois casos: no primeiro, teria sido impossível ao sátrapa pagar o débito, e assim precisava mais de perdão do que o conservo; no segundo caso, o conservo poderia pagar a sua dívida, em face da quantia não ser avultada. As palavras deste último correspondiam muito mais à realidade do que no caso, do sátrapa.

### 18:30: Ele, porém, não quis: antes foi encerrá-lo na prisão, até que pagasse a dívida
«Ele...não quis». Esquecera-se totalmente do perdão recebido; ou então, movido por ignorância e maldade, não reconheceu que o espírito de perdão requer uma conduta melhor, gratidão, arrependimento e misericórdia para com os outros. Estava perfeitamente preparado para ser perdoado, mas era totalmente carnal em sua visão da vida, porquanto não mudara de atitude, o que sem dúvida é resultado da aceitação do perdão. Esse homem, sem modificar sua natureza pelos benefícios que recebera da parte do rei, continuava agindo de conformidade com os instintos de sua natureza vil e gananciosa, segundo o hábito criado por anos de abusos contra seus semelhantes. Alcançara dessa forma a prosperidade, era pródigo no uso de seus recursos, mas totalmente sem misericórdia para com os outros em suas falhas, as quais eram bem menos graves do que as suas. Com essas palavras, Jesus ensinou que assim acontece ao indivíduo que deseja receber o perdão de Deus, e de fato o recebe, mas que não quer perdoar àqueles que lhe devem qualquer coisa.
«Indo-se, o lançou na prisão...». O credor incompassivo exigiu o máximo castigo que o caso permitia. Apresentou o caso à corte marcial, com 
testemunhas e advogados, e provou, sem qualquer dúvida, a «justiça» de seu caso. Porém, aos olhos de Deus, o Juiz superior, a ação não foi justa, como também não foi aos olhos dos outros (vs. 31). Temos aqui uma indicação que a conduta ideal ou moral nem sempre é a ação permissível ou legal. A lei e a moral de Deus falam sempre do «espírito» das ações, dos «motivos» e  «propósitos»; e, além disso, falam da misericórdia e da compaixão que devem fazer parte dessas ações. O ato legal, efetuado sem compaixão, não é justo quando prejudica ao próximo. A moral de Deus tem mais implicações e fatores que controlam as ações do que as leis dos homens. Segundo as leis humanas, a prisão e detenção daquele conservo foi um ato justo; mas isso não estava conforme aquela moral mais elevada, a moral temperada com amor e compaixão. Outrossim, notamos que o homem que «provou» a justiça de seu caso, no tribunal, trazia consigo uma maldade muito maior do que a do homem que devia a ele pequena quantia em dinheiro. Adolf Deissmann (Light from the Ancient East. N.Y. , Doubleday, págs. 270-330) apresenta diversos exemplos, nos papiros, que ilustram o fato que naquele tempo era comum os homens lançarem outros na prisão por motivo de dividas; e por isso Jesus pôde ilustrar a sua história citando um costume verdadeiro.
«Não quis». No grego, essas palavras estão vazadas no imperfeito, enfatizando a recusa persistente, a despeito dos pedidos do outro.
Aplicando o caso às ofensas na igreja atual, John Gill diz (in loc.): 
«Aqueles que expõem casos similares à igreja, e que não sossegam enquanto o ofensor não seja excluído (por esse ato), causam a perda de membros úteis à igreja». E a esse pensamento podemos acrescentar que essa atitude usualmente é mais pecaminosa do que a «ofensa» feita pela pessoa excluída.

### 18:31: Vendo, pois os seus conservos o que acontecera, contristaram-se grandemente, e foram revelar tudo isso ao seu senhor
«Companheiros ». Os demais servos do rei, talvez outros oficiais do reino, e não simplesmente os «escravos» da corte. Entre eles estavam incluídos os investidos de responsabilidade, que eram dignos da confiança do rei, e cujo testemunho ele respeitava. As parábolas, contrastando com as alegorias, nem sempre exigem que cada detalhe tenha um significado ou simbolize algo, e nem sempre podemos dizer, sem receio de errar, que certos detalhes precisam de interpretação. Contudo, diversos intérpretes dizem, sobre este ponto, que tais pessoas representavam a sociedade religiosa do homem lançado na prisão, porquanto Jesus estava ilustrando princípios que teriam aplicação na igreja. Provavelmente a intenção de Jesus foi mais ampla do que essa simples ideia. Ele falava do princípio do perdão no mundo inteiro na sociedade dos homens, na igreja ou fora dela. Jesus ensinava aos seus discípulos que deviam respeitar aos outros, as suas vidas, as suas aspirações e as suas personalidades. Ensinava a compaixão para com os outros, o amor ao próximo, a simpatia para com as falhas alheias, e o reconhecimento de nossa própria dívida para com Deus, dívida essa muito maior do que aquela que os homens nos devem. Jesus ensinou, portanto, a conduta ideal entre os homens, não somente no seio da igreja, mas na sociedade geral dos homens, o que, ao mesmo tempo, deve ser a conduta dos crentes na igreja. Por conseguinte, não erramos ao aplicar tais ensinos à sociedade religiosa.
«Entristeceram-se». Não ficaram enraivecidos, porquanto somente o Juiz, o Rei . tem o direito de agir com indignação (vs.32-34). Entristeceram-se porque eram pessoas dotadas de sentimentos humanos, simpatizando pelo sofrimento alheio; e, tendo reconhecido a injustiça, como pessoas instruídas que eram numa moral mais elevada do que a do credor incompassivo, não gostaram de ver violada a moral divina. (Ver Sal. 119:136: «Torrentes de água nascem dos meus olhos, porque os homens não guardam a tua lei»).
«RELATAR». Essa palavra é tradução de uma forma intensiva do verbo grego, forma verbal com prefixo preposicional. A forma intensiva indica 
que eles narraram a história do princípio ao fim, explicando bem a questão. Robertson menciona (in loc.) que usualmente esse é o resultado final da ação injusta. Chega o momento em que as pessoas não aguentam mais a cena de atos injustos; e, por sua atitude, tais pessoas levam a juízo aquele que maltrata o seu semelhante. Aqueles que maltratam aos outros, são finalmente maltratados também. Os que falam mal dos outros, por sua vez, tornam-se alvo da crítica alheia. De falo, tal como encontramos nos escritos de Paulo, aqui está subentendida a ideia que «aquilo que o homem semear, isso também ceifará» (Gál . 6:7). Portanto, aqui se encontra certa lei da vingança ou retribuição. Notamos que a vingança não partiu da parte do homem que foi lançado na prisão, mas de seus conhecidos, e, finalmente, da parte do próprio rei. Não há qualquer certeza se a retribuição ocorrerá ainda nesta vida, mas, finalmente, o Juiz superior corrigirá todas as maldades. Por conseguinte, Jesus ensinou que o perdão é o princípio do recebimento das bênçãos, não somente no caso do indivíduo perdoado, mas também no caso daquele que perdoa.

### 18:33: não devias tu também ter compaixão do teu companheiro, assim como eu tive compaixão de ti?
«Servo malvado». O rei pôde compreender e perdoar a ignorância, a desonestidade nas finanças, as fraquezas, os erros e as falhas humanas: mas 
não a injustiça, a desumanidade, a crueldade e a ingratidão; e sua condenação contra isso não teve apelação. Aquele homem, sendo indivíduo 
maldoso, egoísta e imoral, não pôde compreender o perdão, a misericórdia e a magnanimidade do rei. Faltando-lhe tal entendimento, não pôde agir com a mesma moral demonstrada pelo rei. Fora-lhe perdoada uma divida tão grande que muitos atos de misericórdia de sua parte não teriam sido suficientes para expressar, de modo suficiente, a sua gratidão ao rei. No entanto, não praticou um único ato, mesmo pequeno, que demonstrasse compaixão para com outros; mas agiu de modo exatamente oposto, lançando seu conservo no cárcere. A bondade do rei fora tão grande que ninguém teria sido capaz de compreender ou explicar a razão de seu ato. Por semelhante modo, a maldade do servo fora tão grande que ninguém encontraria meios de explicar o motivo da mesma. Assim Jesus enfatizou a lição que desejava ensinar. Todos nós nos encontramos na situação daquele homem; todos temos recebido grande compaixão de Deus e o seu perdão, através do ministério de Cristo. Dar-se-ia o caso que a nossa maldade é tão grande que nem reconheçamos a necessidade de perdoar os outros de suas ínfimas dividas? O homem que se recusa a perdoar, a ter compaixão e a usar de simpatia para com seus semelhantes, mostra uma ingratidão enorme e o mesmo caráter do credor incompassivo. Perdão requer perdão; compaixão exige compaixão; amor pede amor; e a moral elevada atrai demonstração da mesma moral. Os verdadeiros discípulos de Cristo devem aprender a nova moral do reino, e essa nova moral requer um tipo de humanidade diferente e mais elevado, que raramente se vê neste mundo. Jesus mostrou que o homem maldoso recebeu muito mais do que pediu, mas que nada deu a quem quis alguma misericórdia da parte dele. A abundância da misericórdia é que deve formar a base da nova moral . Os judeus, treinados a pensar em justiça em termos de «olho por olho» e «dente por dente», teriam encontrado alguma dificuldade em adaptar os seus pensamentos a essas ideias novas e muito mais elevadas. Neste caso, portanto. Jesus ilustra a exigência que aparece na oração do Pai Nosso: «...perdoa-nos as nossas dividas, assim como nós temos perdoado aos nossos devedores» (Mat. 6:12). Como se apresentará ante o grande Rei aquele que não procura pôr em prática essas ideias?Naturalmente que ficará confuso ante o Senhor. E que poderá alegar em sua defesa? Coisa nenhuma.
Não nos devemos esquecer de um outro contraste que transparece nessa história, o qual já foi mencionado o rei, sendo a autoridade maior do 
reino, não tinha necessidade de perdoar a quem quer que fosse, e o seu perdão foi gratuito. O sátrapa, entretanto, que era um homem comum 
entre os outros homens, pelas circunstâncias de sua posição relativamente baixa, tinha necessidade de encontrar um modo de viver em paz com os outros, porquanto também estava sujeito à lei dos homens. A despeito disso, porém, agiu como se não tivesse responsabilidade para com quem 
quer que fosse. Esqueceu-se de suas responsabilidades para com o rei e para com os outros homens, conservos seus.

### 18:34: E, indignado, o seu senhor o entregou aos verdugos, até que pagasse tudo o que lhe devia
«E, indignando-se». O rei tinha o direito de desabafar a sua indignação, e um caso tão injusto como aquele provocou-lhe um furor inflexível e 
inexorável. Desta vez o servo não tinha saída ou esperança de escape, e nem mesmo tentou escapar à indignação real. Da vez anterior, no entanto, chegou a provocar a compaixão do rei, e dele recebeu pleno perdão.
«Verdugos». Essa tradução fiel de AA e de IB, e também a tradução de AC, «atormentadores», apresentam a ideia exata, porquanto, no grego, o 
termo não fala apenas daqueles que tinham a responsabilidade de vigiar os prisioneiros, os quais eram os carcereiros, mas fala daqueles que estavam encarregados de supliciar aos prisioneiros, por diversas modalidades de tortura. Na literatura antiga (latina e grega), lemos sobre as práticas desumanas que havia em tais lugares, fato esse que nos ajuda a compreender a indignação do grande rei no tocante aos atos injustos e 
cruéis praticados pelos homens. Lívio (2:23) menciona uma cena que ilustra essas práticas antigas, descrevendo um velho centurião a queixar-se do fato que seu credor lhe infligira o castigo da tortura na prisão; e, enquanto falava, o velho mostrou as costas ainda sangrentas e com feridas abertas.
ALGUNS intérpretes vêem nos verdugos um símbolo dos anjos, porquanto estes são associados ao julgamento, não só na literatura apócrifa 
do N.T., mas também no próprio N.T. Consultar Mat. 13:49; 24:31; 25:31; Apo. 14:10.11. A parábola não necessita de contar com um símbolo para 
cada detalhe, pelo que nos é impossível saber se Jesus se referiu ou não aos anjos, nessa história. Alguns intérpretes opinam que o propósito de descrever o juízo final não está dentro dos limites desta parábola. Ver Lange, em Mat. 18:35.
«Até que lhe pagasse». Esta frase não expressa a possibilidade ou a impossibilidade do homem pagar a dívida ao rei, pelo que isso não faz parte da interpretação deste versículo. Alguns comentários, todavia, lutam com esse problema, discutindo a possibilidade ou a impossibilidade do recebimento do perdão, através do sofrimento do juízo. Não é provável que Jesus quisesse indicar algo pertencente a essa natureza (mas ver I Ped. 4:6). Tão-somente ilustrava que a recompensa da injustiça é certa e plena, porque a lei moral de Deus, por necessidade, deve operar neste mundo, pois de outro modo não haveria propósito nem destino nesta existência. O bem finalmente triunfará; o pecado terá de ser finalmente punido; a moral do Juiz será totalmente praticada neste mundo. Pois, de outra maneira, seria mister dizermos que essa lei não é certa, poderosa e digna de confiança.
Alguns intérpretes inserem aqui o problema da segurança do crente, ou então a questão da posse eterna da salvação da alma. Alguns ensinam, à base deste texto, que o crente verdadeiro pode perder sua salvação ao negar os princípios da lei moral de Deus. Outros dizem que isso é impossível para o verdadeiro crente. Uma vez mais dizemos que não é provável que Jesus tenha incluído, aqui , esse tipo de assunto. Simplesmente ilustrava que a lei da retribuição realmente funciona; e que ninguém pode ignorar a Deus e às suas leis sem sofrer, finalmente, as consequências dessa negligência. Se quisermos discutir tais questões, teremos de empregar outros textos, não salientando exageradamente alguns detalhes das parábolas. Deve-se consultar as notas detalhadas sobre a segurança do crente, em Rom.8:39; sobre o julgamento (inferno), em Apo. 14:11; e sobre o julgamento do crente, em II Cor. 5:10; esperança além do sepulcro, I Ped. 3:18.19.

### 11:35: Assim vos forá meu Pai celestial, se de coração não perdoardes, cada em a seu irmão
«Assim também meu Pai». Esse logos de Jesus figura entre os mais severos que ele proferiu: mas mesmo antes disso já enfatizara essencialmente a mesma coisa, ao dizer: «Porque se perdoardes aos homens as suas ofensas, também vosso Pai vos perdoará; se, porém, não perdoardes aos homens, tão pouco vosso Pai vos perdoará as vossas ofensas». É inútil tentar aqui uma explicação tendente a mostrar que isso foi «segundo a lei», mas que, sob a «dispensação da graça» , após a ressurreição de Jesus, tudo mudou, porquanto o perdão divino nada tem a ver com o perdão com que devemos perdoar aos homens. E perfeitamente óbvio que aqui Jesus expressou suas ideias morais, e dificilmente alguém poderia provar que essa moral se modifica com a mudança de dispensares ou das circunstâncias. E muito melhor dizer-se que o homem verdadeiramente «salvo», «regenerado» e «justificado», tem uma natureza que o ajuda a expressar esses princípios morais de Jesus, e que, em realidade, aquele que não age desse modo, não pode ser reputado um indivíduo «regenerado». Para que alguém viva a moral elevada de Cristo, é mister que participe da natureza de Cristo, mediante a participação na transformação segundo a sua imagem. Tais considerações, contudo, não eliminam o rigor de seu ensinamento. O indivíduo que não perdoa, também não é perdoado; o homem que não usa de misericórdia, também não alcança misericórdia: e a pessoa que pratica a maldade, só merece e recebe o mal. Assim também, o homem que faz os outros sofrerem, sofre por sua vez; e aquele que ignora a lei moral de Cristo, padece o castigo imposto contra a ignorância dessa lei. Jesus ensina aqui o valor permanente de sua lei, bem como a retribuição que corresponde à observância ou não dessa lei. Jesus ensina aqui a vitória final do bem, e igualmente a punição final contra o mal. Jesus ensinou a existência de um mundo dualista onde operam o bem e o mal. Mas também ensinou que o Pai celeste, finalmente, triunfará sobre o mal.

## Comentários bíblicos

### Herbert Lockyer

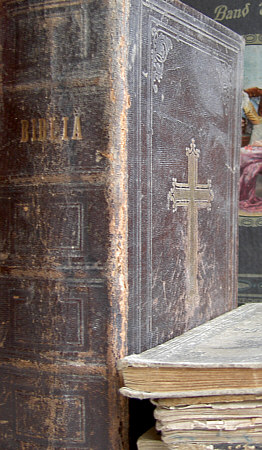

Este comentarista diz que o valor dessa parábola de Cristo é reconhecido por muitos, e nela ele registra a ilustração do perdão, não o de Deus concedido ao homem (em-bora isso esteja nas entrelinhas), mas o do homem em direção ao próprio ser humano. Contendas entre irmãos é algo grave e pode facilmente transformar-se em "ofensa" que leva a pessoa a tropeçar e a impede de progredir no caminho da santidade. Ao tratar do assunto, nosso Senhor é explícito quanto ao tratamento que os ferimentos, os que ferem e os feridos deveriam receber. Ao elogiar o coração que sente como o de uma criança, ele prossegue elogiando o coração que perdoa e condenando o lado oposto.

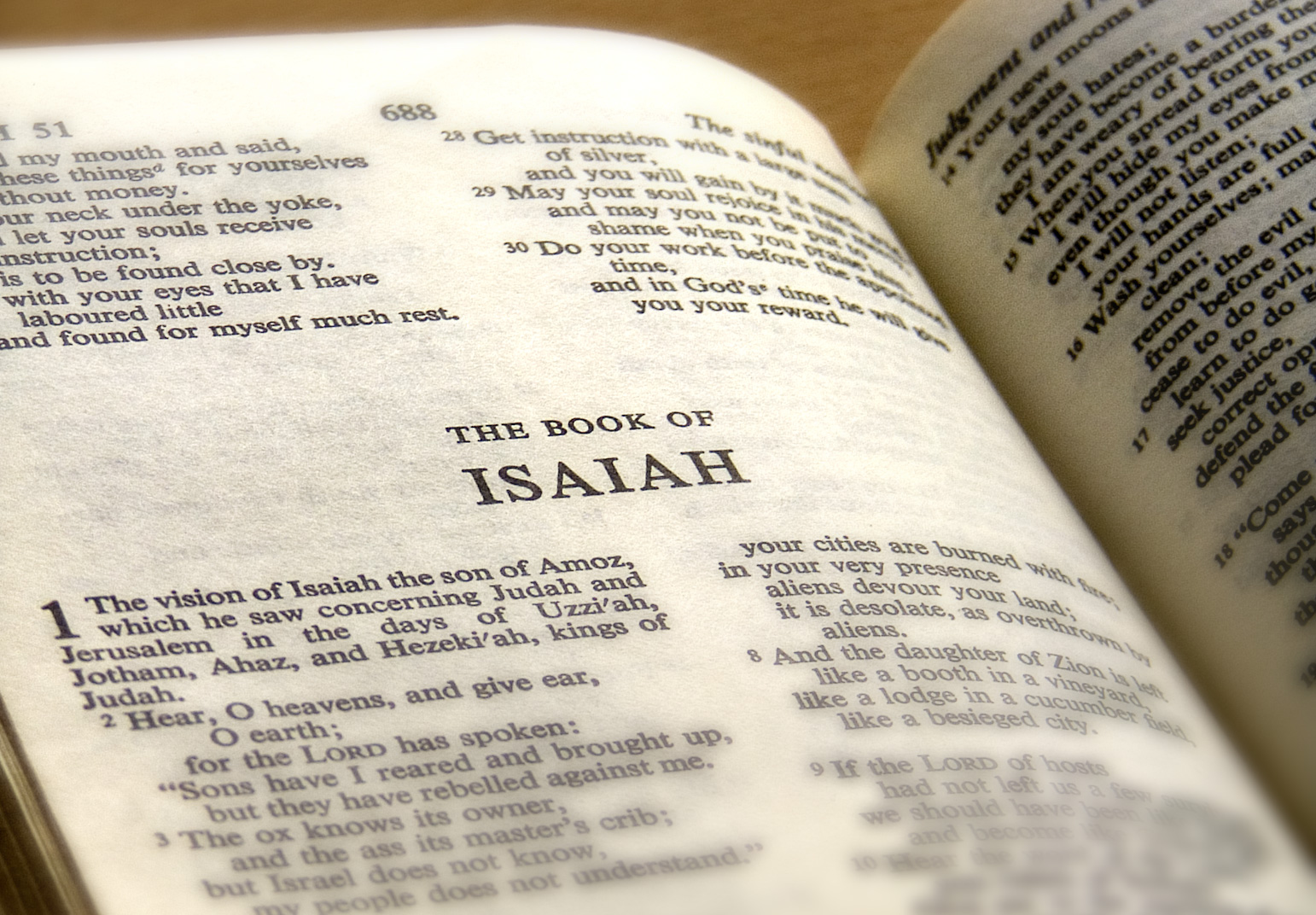

Cristo ensinou que quanto mais formos inocentes naquilo em que ad-mitimos ter errado, mais poder teremos para curar tal desvio e mais sere-mos responsáveis em fazê-lo. Tanto o que comete o erro, como o que o sofre, ambos deveriam acabar com a contenda. Em primeiro lugar, Jesus diz que devemos agir em particular. "Entre ti e ele só". Se, antes disso, outros forem relacionados com o fato, torna-se mais difícil para os dois envolvidos chega-rem a um consenso. Se a dissensão não for curada, os amigos de ambas as partes devem ser consultados; e se os esforços desses falharem a igreja local à qual pertencem, o injuriado e o que o injuriou, deve ser consultada. Porém se o transgressor não reagir positivamente à disciplina da igreja, deve ser tratado como "gentio e cobrador de impostos", o que vale dizer que aquela pessoa se excluiu do círculo da comunhão cristã. Todavia somos advertidos a não permitir que tal separação se transforme em animosidade (ICo 5:11; 2Co 2:7).
Essa Parábola do servo sem misericórdia, que pode ser comparada com a do Credor e dois devedores, tendo em vista que acontece o mesmo simbolismo, tanto no tema central como nos detalhes (Lc 7:41-43), veio como resposta do Senhor à pergunta de Pedro com relação a quantas vezes devemos perdoar a um irmão. Esse apóstolo sabia que, no passado, o perdão estava baseado em três pontos: "Por três transgressões de Israel não retirarei o castigo" (Am 2:6); porém, agora como discípulo de Jesus, sentia que devia ser mais generoso. Assim pula de três para sete. Mas o que ele ainda aprenderia era que o perdão "não é uma questão de matemática celestial, mas de conduta", e que a compaixão divina, que é para ser imitada, não tem limites. O que Jesus tinha em mente, ao dizer "setenta vezes sete"? Seria o que Deus disse anteriormente: "Se Caim há de ser vingado sete vezes, com certeza Lameque o será setenta e sete vezes" (Gn 4:24)? Será que a nossa dispensação de revelação é tão obscura que mereça tal evangelho de perdão?
A verdade ensinada pela parábola, então, é que o perdão deve ser uma atitude constante, como o é com Deus. "Tu podes ser temido, porque contigo há perdão". Quando Deus perdoa, ele esquece: "Não mais me lembrarei dos seus pecados e ini-qüidades", e as parábolas de impacto de nosso Senhor ilustram bem essa característica divina. Da mesma forma que em suas parábolas anteriores temos retratos dele próprio, agora ele aparece pela primeira vez como Rei em seu ensino parabólico, representado por certo rei; e somos os seus servos com quem ele ajusta as contas. Perante ele, somos tão falidos! Na verdade somos somente os seus escravos profundamente endividados!
Para o "servo malvado", a sua dívida de "dez mil talentos" era uma soma enorme! Se considerarmos um "talento" determinado peso de prata, então, de acordo com a forma romana de calcular "dez mil talentos", esse valor seria atualmente muito superior a três milhões de dólares. "Essa pode ser considerada a estimativa humana, tal como poderia ser uma avaliação dos pecados feita por um homem refinado e culto". Se o "talento" estiver de acordo com o cál-culo judaico, então os "dez mil talentos" representariam muito mais de dez milhões de dólares. "Essa pode ser considerada a estimativa legal, tal como a avaliação que o judeu debaixo da lei poderia fazer dos pecados contra o seu Deus". Mas se considerarmos que o "talento" significa certa quantidade de ouro, então os "dez mil talentos" significariam uma soma colossal de mais de 150 milhões de dólares! "Isso pode representar a estimativa divina. Ou o pecado na vista de Deus e o revelar dos pecados ocultos à luz de sua presença".
Mas o servo com esse exorbitante débito não tinha posses e, portanto, o seu senhor ordenou que todos os seus bens fossem vendidos, incluindo-se sua mulher e seus filhos. Tal forma de forçar alguém a pagar seus débitos coincidia com os costumes antigos (2Rs 4:1; Ne 5:8). Ao perceber a condição de profunda pobreza do seu devedor, o seu senhor foi tocado de compaixão de tal maneira que cancelou toda a dívida (Mt 18:25-27). Nosso Rei nos dá aqui uma maravilhosa visão da misericórdia e compaixão do coração divino. Somente a benignidade é capaz de solucionar o nosso problema, porque não temos com que pagar o nosso débito. Mesmo que tivéssemos muito dinheiro com que quiséssemos pagar nossos pecados, tal transação "seria inaceitável, tendo em vista que a salvação é 'sem dinheiro e sem preço'". E somente com base na obra consumada de Cristo, o Rei crucificado, que Deus pode solucionar o nosso estado de falência e abolir nosso débito. Ele "perdoou-lhe a dívida".
A parte seguinte da parábola revela a dureza de coração daquele que fora perdoado, e também o seu grande descaso quanto ao seu dever de imitar o exemplo nobre de seu senhor. Após ser perdoado, ele deveria também perdoar. Mas veja o que acontece em seguida. Um de seus conservos lhe devia apenas o equivalente a mais ou menos doze dólares, soma essa insignificante, se comparada à alta dívida que lhe fora graciosamente cancelada. O senhor havia tratado seu servo com grande compaixão, mas quando esse, por sua vez, quis extrair uma migalha de seu companheiro, não o fez com amor e compaixão, mas com dureza de coração: "Lançando mão dele, sufocava-o, dizendo: Paga-me o que me deves". Apesar de ter sido tão liberal e completamente perdoado, ele se esqueceu de que quando a graça é concedida, coloca o agraciado sob o dever de manifestar a mesma graça para com outros (Ef 4:32). "Perdoan-do-vos uns aos outros, como Deus vos perdoou em Cristo".
O senhor, ao saber da atitude violenta e ingrata daquele seu servo que fora perdoado, ficou encoleriza-do e entregou-o aos verdugos (era costume o uso de tortura para conseguir pagamentos e confissões), até que saldasse a sua dívida, i.e., os "dez mil talentos" que ele originalmente devia (Mt 18:28-35). A compaixão do rei desvaneceu-se e o servo, duro de coração, perdeu tudo, por causa de sua cobiça, ira e falta de compaixão. Vemos assim que a parábola tem como objetivo ensinar ao cristão como perdoar. O Senhor perdoa tudo e com liberalidade. O padrão do perdão divino é "setenta vezes sete".
O perdão permanece incansável; Seu coração é capaz somente de amar."
Perdoamos, como temos sido perdoados? Como ficaríamos arrasados se Deus nos tratasse, com relação ao nosso débito para com ele, da mesma maneira que tratamos os nossos devedores! Na oração que Jesus ensinou aos seus, ele diz: "Pois se perdoardes aos homens as suas ofensas, também vosso Pai celestial vos perdoará a vós. Porém se não perdoardes aos homens as suas ofensas, também vosso Pai celestial não vos perdoará as vossas" (Mt 6:14,15). Essas são palavras solenes que não devem ser desperdiçadas. Se aceitarmos a doutrina do perdão de pecados meramente no intelecto, e não mudarmos nossa conduta e caráter e permanecermos em dureza de coração com relação aos outros, o Senhor nos entregará aos verdugos. Ele nos deixará, para que recebamos as agulhadas da nossa consciência, ou os ataques de Satanás, até que sejamos levados a agir de acordo com a sua vontade, e conforme o exemplo que ele nos deu. Temos de nos comportar em relação a outras pessoas como Deus procede em relação a nós. Se dizemos que somos dele, então devemos ter também a sua disposição de perdoar até os nossos inimigos. Somente assim, misericordiosos, poderemos alcançar a misericórdia (Mt 5:7). Que todos os nossos atos de perdão sejam com graça ilimitada!

### Warren W. Wiersbe
Para Wiersbe quando começamos a viver num ambiente de humildade e de honestidade, devemos esperar alguns riscos e perigos. Se a humildade e a honestidade não resultarem em perdão, os relacionamentos não podem ser reparados e fortalecidos. Pedro reconheceu os riscos envolvidos e perguntou a Jesus como poderia lidar com eles no futuro.
Sua pergunta, porém, revelou alguns erros graves. Para começar, faltou-lhe humildade. Estava certo de que seu irmão pecaria contra ele novamente, mas achou que ele não ofenderia seu irmão! O segundo erro de Pedro foi pedir limites e medidas. Onde há amor, não há limites nem dimensões (Ef3:17-19). Pedro pensou estar demonstrando grande fé e amor ao se oferecer para perdoar pelo menos sete vezes. Afinal, os rabinos ensinavam que era suficiente perdoar apenas três vezes.
A resposta de Jesus: "até setenta vezes sete" (490 vezes) deve ter espantado Pedro. Quem poderia manter um registro de tantas ofensas? Mas era justamente isso o que Jesus desejava lhe mostrar: o amor "não se ressente do mal" (1 Co 13:5). Quando tivermos perdoado um irmão tantas vezes, teremos formado o hábito de perdoar.
Porém, Jesus não estava aconselhando um perdão indiferente ou superficial. O amor cristão não é cego (Fp 1:9, 10), e o perdão que Cristo requer faz parte do fundamento das instruções que o Mestre ensinou em Mateus 18:15-20. Se um irmão é culpado de um pecado repetidas vezes, sem dúvida encontrará a força e o poder de que precisa para vencer esse pecado se receber estímulo de irmãos amorosos e clementes. Ao condenar um irmão, só o incentivamos a mostrar o que tem de pior. Mas, ao criar um ambiente de amor e de perdão, podemos ajudar Deus a revelar o que há de melhor nesse irmão.
A parábola ilustra o poder do perdão. É importante observar que essa parábola não é sobre a salvação, pois a salvação é totalmente incondicional e gratuita. Transformar o perdão de Deus em algo temporário é violar a própria verdade das Escrituras (Rm 5:8; Ef 2:8, 9; Tt 3:3-7). A parábola trata do perdão entre irmãos, não entre os pecadores e Deus. A ênfase deste capítulo é sobre irmãos perdoando irmãos (Mt 18:15, 21).
Era um devedor (vv. 23-27). O homem da parábola estava roubando do rei e, depois de uma auditoria contábil, seu crime foi descoberto. A arrecadação total dos impostos na Palestina daquele tempo era de oitocentos talentos anuais, de modo que podemos ter uma ideia da desonestidade desse homem. Se atualizado, esse valor provavelmente equivaleria a mais de dez milhões de dólares.
Porém, o homem pensou ser possível livrar-se dessa dívida e disse ao rei que seria capaz de saldá-Ia, caso tivesse mais tempo. Vemos aqui dois pecados: orgulho e falta de arrependimento sincero. O homem não estava com vergonha por ter roubado o dinheiro, mas sim por ter sido descoberto. Além disso, se considerava poderoso o suficiente para ganhar o dinheiro que havia roubado. Convém lembrar que, naquele tempo, um homem do povo precisava trabalhar vinte anos para receber um talento.
Seu caso não tinha solução, exceto por um detalhe: o rei era um homem compassivo. Aceitou o prejuízo e perdoou o servo. Assim, o homem ficou livre, e ele e sua família não seriam jogados na prisão. O servo não merecia ser perdoado; o perdão foi um ato do mais puro amor e misericórdia por parte de seu senhor.
Era um credor (vv. 28-30). O servo deixou a presença do rei e, posteriormente, encontrou outro servo que lhe devia cem denários. Um trabalhador comum ganhava cerca de cinco centavos por dia, de modo que essa quantia era insignificante, se comparada à que o primeiro servo havia roubado de seu senhor. Em vez de compartilhar com esse amigo a alegria do perdão que havia recebido, o servo perdoado maltratouo e exigiu que pagasse a dívida. O segundo servo usou o mesmo argumento que o primeiro havia usado com o rei: "Tenha paciência comigo, e eu lhe pagarei o que devo!" Mas o servo injusto não estava disposto a conceder a outros aquilo que desejava que lhe concedessem.
Talvez tivesse o direito legal de jogar esse homem na prisão, mas não tinha o direito moral. Uma vez que havia sido perdoado, não deveria também perdoar seu próximo? Sua família e ele haviam sido poupados da vergonha e do sofrimento da prisão. Acaso não deveria também poupar o outro servo e sua família? 
Tornou-se um prisioneiro (vv. 31-34). O rei o havia livrado da prisão, mas o servo condenou a si mesmo, exercendo justiça e jogando o amigo na prisão. "Você deseja viver segundo a justiça?", perguntou o rei, "Então vamos fazer justiça! Joguem este homem perverso na prisão e torturem-no! Farei com ele o mesmo que ele fez com os outros!" (O texto não dá qualquer indicação de que a família também tenha sido condenada. Afinal, foi o pai quem abusou
do outro servo e ignorou a bondade do rei).
A pior prisão do mundo é a prisão de um coração rancoroso. Se nos recusarmos a perdoar os outros, tornamo-nos nossos próprios carcereiros e a causa dos tormentos que sofremos. Algumas das pessoas mais infelizes com as quais me deparo no ministério são indivíduos incapazes de perdoar os outros. Vivem para imaginar formas de castigar os que os feriram. Na verdade, porém, estão apenas prejudicando a si mesmos.
Qual era o problema desse homem? O mesmo de muitos cristãos professos: pessoas desse tipo receberam o perdão, mas não experimentaram esse perdão no mais profundo do coração. Assim, são incapazes de compartilhar o perdão com aqueles que os ofendem. Quando vivemos apenas de acordo com a justiça, sempre buscando o que nos é de direito, condenamo-nos a viver numa prisão. Mas se vivermos de acordo com o perdão, compartilhando com os outros aquilo que Deus nos concedeu, desfrutaremos de alegria e de liberdade. Pedro pediu uma medida justa, e Jesus lhe disse para praticar o perdão e esquecer a medida.
A admoestação de Jesus é extremamente séria. Ele não disse que Deus salva apenas os que perdoam os outros. O tema desta parábola não é a salvação dos pecadores, mas sim o perdão entre irmãos. Jesus adverte que Deus não pode nos perdoar se não tivermos um coração humilde e contrito. É pela forma de tratar os outros que revelamos a verdadeira condição de nosso coração. Quando nosso coração é humilde e contrito, perdoamos nossos irmãos com
prazer. Mas onde há orgulho e desejo de vingança não pode haver verdadeiro arrependimento, o que significa, também, que Deus não pode nos perdoar.
Em outras palavras, não basta receber o perdão de Deus ou mesmo o perdão dos outros. Devemos experimentar esse perdão no coração, de modo a nos tornarmos humildes, mansos e clementes para com os outros. O servo desta parábola não experimentou o perdão e a humildade de maneira mais profunda; simplesmente ficou feliz por ter escapado de uma grande enrascada. Nunca chegou a se arrepender de fato.
"Antes, sede uns para com os outros benignos, compassivos, perdoando-vos uns aos outros, como também Deus, em Cristo, vos perdoou" (Ef 4:32). "Suportai-vos uns aos outros, perdoai-vos mutuamente, caso alguém tenha motivo de queixa contra outrem. Assim como o Senhor vos perdoou, assim também perdoai vós" (O 3:13).

### Matthew Henry

#### A maravilhosa clemência do amor
A dívida do pecado é tão enorme que não somos capazes de pagá-la. Veja-se aqui o que merece todo pecado; este é o salário do pecado, ser vendidos como escravos. Inaptidão de muitos que estão fortemente convencidos de seus pecados é fantasiar que podem dar satisfação a Deus pelo mal que fizeram.

#### A severidade irracional do servo para com seu conservo
Não se trata de que nos tomemos levianamente o fazer mal a nosso próximo, já que também é pecado ante Deus, senão que não devemos aumentar o mal nosso próximo nos faz nem pensar na vingança. que nossas queixas, tanto da maldade do malvado e das aflições dos afligidos, sejam levadas ante Deus e deixadas com Ele.

#### O amor reprovou a crueldade de seu servo
A magnitude do pecado acrescenta as riquezas da misericórdia que perdoa; e o sentido consolador da misericórdia que perdoa faz muito para dispor nossos corações a perdoar a nossos irmãos.